# Patró molecular associat a dany cel·lular
Els patrons moleculars associats a danys (DAMP, de l'anglès Danger Associated Molecular Pattern) son molècules endògenes que s’alliberen de cèl·lules danyades durant, després o a causa de danys tissulars, estrès oxidatiu o mort cel·lular. La producció  de DAMP també pot ser causada per la infecció per patògens, promovent així una resposta inflamatòria. Quan les cèl·lules s'enfronten a estrès o infecció, pateixen mort i ruptura cel·lular, dany als orgànuls i disrupcions metabòliques que són els principals orígens dels DAMP.
Els patrons moleculars associats al dany (DAMP) es consideren senyals de perill endògens, ja que indueixen potents respostes inflamatòries. Són reconeguts pels receptors sensibles a DAMP i promouen l'activació de les vies de senyalització inflamatòria, la producció de citocines proinflamatòries i la secreció de quimiocines, la qual cosa condueix a la inflamació i el reclutament de cèl·lules immunitàries. A més d'induir inflamació, els receptors sensibles a DAMP tenen un paper important en la regeneració i reparació de teixits.
Els DAMP es poden dividir en 5 categories segons les seves característiques moleculars: àcids nucleics, proteïnes, ions, glicans i metabòlits.
A més, els DAMP poden provenir de diferents fonts. Entre els DAMP extracel·lulars hi ha proteïnes com el biglicà i la tenascina-C. Els DAMP d’origen intracel·lular inclouen la caixa de grup d'alta mobilitat 1 (HMGB1), les histones, les proteïnes S100, i les proteïnes de xoc tèrmic (HSP). Finalment, alguns DAMP es troben al plasma, com ara el fibrinogen, la Gc-globulina i l'amiloide A sèric (SAA).